# Agabiformius corcyraeus
Agabiformius corcyraeus is een pissebed uit de familie Porcellionidae. De wetenschappelijke naam van de soort is voor het eerst geldig gepubliceerd in 1908 door Verhoeff.